# Émilie Charriot
 (mars 2023).
Émilie Charriot est une comédienne et metteuse en scène franco-suisse née en 1984 à Saint-Quentin-en-Yvelines ou Vélizy-Villacoublay.

## Enfance et formation
Émilie Charriot naît en 1984 à Saint-Quentin-en-Yvelines ou Vélizy-Villacoublay, en banlieue parisienne, de deux parents enseignants.
En 1992, elle commence à prendre des cours au Conservatoire d’art dramatique de Montigny-le-Bretonneux,.
Plus tard, elle suit dix heures de cours hebdomadaires au conservatoire et enseigne le théâtre aux enfants et adolescents.
Jusqu’en 2009, elle joue à Paris et enseigne le théâtre dans des conservatoires.
Elle intègre l’école de la Manufacture à Lausanne en section jeu, dont elle sort diplômée en 2012.

## Carrière

### Théâtre
Pour son inauguration en 2013, la Fondation Michalski lui confie la mise en scène de La Sérénade de Slawomir Mrozek.
En 2014, elle adapte King Kong Théorie de Virginie Despentes,,. Le spectacle est un succès (Belgique, France, Suisse, Allemagne) et fait partie de la première Sélection Suisse en Avignon. Elle collabore avec de nombreuses scènes nationales en France.
En 2016, elle met en scène Ivanov de Tchekhov, à l'Arsenic. Elle démarre une collaboration avec le Théâtre de Vidy-Lausanne ; elle met en scène, de 2017 à 2021, Jean-Yves Ruf dans Le Zoophile d’Antoine Jaccoud, Passion simple d’Annie Ernaux qu'elle interprète, Simon Guélat dans Outrage au public (Publikumsbeschimpfung) de Peter Handke, et Vocation, une création sur la naissance d'un duo entre une adolescente et un acteur aguerri,,,.
En 2018, elle reçoit la bourse culturelle Leenaards. Elle continue à enseigner le théâtre et à jouer. Elle prête sa voix à la chaîne radio Espace 2 (RTS).
En 2021, elle est invitée au Théâtre de Bâle pour créer Un sentiment de vie de Claudine Galéa, en allemand, dont elle a mis en scène la version originale française, en 2023, au Théâtre national de Strasbourg, avec l'actrice Valérie Dréville,.

### Cinéma et télévision
En 2015, elle tient le premier rôle féminin dans Biceps, le premier long-métrage de Robin Harsch.
En 2023, elle tient l'un des rôles principaux dans Espèce menacée, une série en six épisodes de Bruno Deville, évoquant le réchauffement climatique.

## Prises de position
Emilie Charriot aime explorer la thématique du féminisme dans son travail et milite pour l'égalité homme-femme dans le milieu du théâtre.
La metteuse en scène privilégie le plus souvent une mise en scène épurée, qui donne plus de poids au texte,,.

## Théâtre

### Metteuse en scène
- 2013 : La Sérénade de Slawomir Mrozek[5]
- 2014 : King Kong Théorie de Virginie Despentes, l'Arsenic - Lausanne[7]
- 2016 : Ivanov de Tchekhov, l'Arsenic - Lausanne[9]
- 2017 : Le Zoophile d’Antoine Jaccoud, Théâtre de Vidy-Lausanne[10]
- 2017 : Passion simple d’Annie Ernaux, Théâtre de Vidy-Lausanne[11]
- 2020 : Outrage au public de Peter Handke, Théâtre de Vidy-Lausanne[12]
- 2021 : Vocation, Théâtre de Vidy-Lausanne[13]
- 2021 : Un sentiment de vie de Claudine Galéa (en allemand), Théâtre de Bâle[15]
- 2023 : Un sentiment de vie de Claudine Galéa (en français), Théâtre national de Strasbourg[16]
- 2024: L'amante anglaise de Marguerite Duras[18] (en français), Maison Saint-Gervais Genève, Odéon-Théâtre de l'Europe, Bonlieu scène nationale Annecy et le Théâtre de Vidy Lausanne

### Comédienne
- 2006 : Les Débutantes, écriture et mise en scène Yann Reuzeau, rôle de Charlotte, Manufacture des Abbesses, Paris[19]
- 2012 : Georg Büchner, pensées, mise en scène Jean-Louis Hourdin, Festival de Villeneuve en scène, Avignon[20]
- 2012 : Psychodrame 3, Oskar Gómez Mata, Théâtre Saint Gervais, Genève[21]
- 2013 : Giacomo, mise en scène Massimo Furlan, Création Grand Théâtre du Luxembourg, Festival La bâtie à Genève, Arsenic-Lausanne, Sudpol à Lucerne, Zurich, Théâtre Beno Besson à Yverdon-les-Bains, Théâtre de Winthertur[22]
- 2015 : C'est une affaire entre le ciel et moi d'après Dom Juan de Molière, mise en scène Christian Geffroy Schlittler, rôle de Charlotte, Théâtre les Halles à Sierre, Comédie de Caen, CDN-Normandie[23]
- 2017 : Passion simple, adaptation du roman homonyme d'Annie Ernaux : Émilie Charriot met en scène et interprète le rôle principal[24]

## Filmographie

### Cinéma
- 2015 : Biceps, de Robin Harsch : premier rôle féminin[5]

### Télévision
- 2023 : Espèce menacée, une série en six épisodes de Bruno Deville[17]